# Xã Tinicum, Quận Delaware, Pennsylvania
Xã Tinicum (tiếng Anh: Tinicum Township) là một xã thuộc quận Delaware, tiểu bang Pennsylvania, Hoa Kỳ. Năm 2010, dân số của xã này là 4.091 người.